# 莫拉卡尔穆鲁
莫拉卡尔穆鲁（Molakalmuru），是印度卡纳塔克邦Chitradurga县的一个城镇。总人口14131（2001年）。

## 人口
该地2001年总人口14131人，其中男性7350人，女性6781人；0—6岁人口1800人，其中男895人，女905人；识字率66.00%，其中男性为74.50%，女性为56.78%。